# Nitrous Oxide
Krzysztof Prętkiewicz (ur. 1984 w Poznaniu) – DJ grający muzykę elektroniczną.
Od lat 90. Prętkiewicz był pod wpływem muzyki Jeana Michela Jarre’a, Mike’a Oldfielda oraz Depeche Mode. Rozpoczął własną działalność artystyczną w 2001 roku, do 2011 roku zajmował się przede wszystkim nurtem uplifting trance.
W 2006 roku Prętkiewicz wydał swój pierwszy utwór wraz z Kamilem Bigajem: 3rd Moon - Diving In The Sky, wydany nakładem wytwórni Somatic Sense i jej sublabelu Pro-Fuse, który znalazł się na 2 miejscu holenderskiej listy Dutch Dance Charts i ukazał się również na kilku składankach. Ten rok był dla niego przełomem, ponieważ niedługo później wytwórnia płytowa Anjunabeats wydała dwa utwory jego autorstwa, mianowicie "North Pole" oraz "Frozen Dreams".
Współpracował między innymi z Sound Players, z którymi stworzył projekt o nazwie "Silver Mist", Nucvise, z którym wspólnie stworzyli utwór "Field Of Illusions". W 2010 roku wraz z Aneym wydał singel „Far Away”. 5 kwietnia tego roku ukazał się jego album "Dreamcatcher" wydany w wytwórni Anjunabeats, z którą Krzysztof współpracuje od lat.
W 2012 roku został poproszony o zmiksowanie kompilacji Anjunabeats Worldwide 04, która ukazała się 23 kwietnia.

## Dyskografia

### Albumy
2010:
- Dreamcatcher[1]

2019:
- Avalon[2]

### DJ Mixy
2012:
- Anjunabeats Worldwide 04: Maor Levi and Nitrous Oxide

### Remiksy
2006:
- Mike Koglin vs. P.O.S. - Untitled Audio (Nitrous Oxide Remix) [Anjunabeats]
- Aalto - 5 (Nitrous Oxide Remix) [Anjunabeats]
- Activa vs. Matt Abbott - Liquefaction (3rd Moon Mix) [Somatic Sense]
- Selu Vibra - Divine (3rd Moon Remix) [Somatic Sense]

2007:
- Dan Stone - Spinal Chord (Nitrous Oxide Remix) [Inspired]
- Kamil Polner & Michelle Richer - Equinox (Nitrous Oxide Remix) [Alter Ego]
- Cerf, Mitiska & Jaren - Saved Again (3rd Moon Remix) [Somatic Sense]
- Sonic Division & Spychool - Crying Dew (N2O Remix) [Metallic Recordings]
- Vision84 - Highway Central (Nitrous Oxide Remix) [Reflected Recordings]

2008:
- 7 Skies & Static Blue - Central Park (Nitrous Oxide Remix)[Breeze]
- Chambers & Abbott feat. Tiff Lacey - Where Are You (Nitrous Oxide Remix) [Alter Ego]
- Sundriver - Feel (Nitrous Oxide Remix) [Red Force]
- Prospekt - Electrofly (Nitrous Oxide Remix) [Lost Language]
- Robert Nickson feat. Elsa Hill - Never Again (Nitrous Oxide Remix) [ASOT]
- OceanLab - Beautiful Together (Nitrous Oxide Remix) [Anjunabeats]
- Signalrunners - Electric Sheep (Nitrous Oxide Remix) [Anjunabeats]
- Marninx - Pure Sense (Nitrous Oxide Remix) [Conspiracy]
- Alex M.O.R.P.H. - Sunshine (Nitrous Oxide Remix) [Vandit Records]

2009:
- Majai - Strange (Nitrous Oxide Remix) [Tetsuo Music]
- Sunny Lax - Reborn (Nitrous Oxide Remix) [Anjunabeats]
- Above & Beyond - Anjunabeach (Nitrous Oxide Remix) [Anjunabeats]
- Systembot vs. 33 feat. Costa - Never Be Alone (Nitrous Oxide Remix) [Monster Tunes]

2010: 
- Arty - The Wonder (Nitrous Oxide Remix) [Anjunabeats]
- Bart Claessen & Dave Schiemann - Madness (Nitrous Oxide Remix) [Anjunabeats]
- Hodel & JP Bates - Nowhere (Nitrous Oxide Remix) [Perceptive]
- Kiholm - Lumpini Park (Nitrous Oxide Remix) [Infrasonic]

2011:
- Andain - Promises (Nitrous Oxide Remix) [Black Hole]
- Sequentia - Gone Missing (Nitrous Oxide Remix) [Infrasonic]
- Daniel Kandi - Soul Searchin' (Nitrous Oxide Remix) [Anjunabeats]
- Maor Levi & Raul Siberdi - Infatuation (Nitrous Oxide Remix) [Anjunabeats]
- Susana feat. Dark Matters - Sleepless Ocean (Nitrous Oxide Remix) [Armada]

2012:
- Above & Beyond - Formula Rossa (Nitrous Oxide Remix) [Anjunabeats]
- Oliver Smith - Progress (Nitrous Oxide Remix) [Anjunabeats]
- Sunny Lax - Contrast (Nitrous Oxide Remix) [Anjunabeats]
- Space Rockerz feat. Ellie Lawson - So Out Of Reach (Nitrous Oxide Remix) [Amsterdam Trance Records (AdrianRazRecordings)]
- Allure feat. Emma Hewitt - Stay Forever (Nitrous Oxide Remix) [Magik Muzik]

2013:
- Dan Stone - Twister (Nitrous Oxide Remix) [Tool Trance]

### Single
Jako Nitrous Oxide:
- Nitrous Oxide - Magenta [Anjunabeats]
- Nitrous Oxide - North Pole / Frozen Dreams [Anjunabeats]
- Nitrous Oxide - Morning Light / Orient Express [Anjunabeats]
- Nitrous Oxide - Amnesia [Anjunabeats]
- Nitrous Oxide - Waves [Anjunabeats]
- Nitrous Oxide - Cornflake [Anjunabeats]
- Nitrous Oxide vs. Nucvise - Field Of Illusions [Wildchild]
- Nitrous Oxide - Aurora [Anjunabeats]
- Nitrous Oxide & Mysterious Movement - The Journey [Mondo Records]
- Nitrous Oxide & Adam Nickey - Moon Dust [Anjunabeats]
- Nitrous Oxide feat. Aneym - Follow You [Anjunabeats]
- Nitrous Oxide - iPeople/Gr8! [Anjunabeats]
- Nitrous Oxide - Tiburon [Anjunabeats]
- Nitrous Oxide & Space Rockerz - Energize [Anjunabeats]
- Nitrous Oxide & Dan Stone - Nautica [Anjunabeats]

Jako N2O:
- N2O vs. Cell-X - Alive / 414 [Monster Tunes]
- N2O - Waterfall [Pro-Fuse]
- N2O - Territory [Pro-Fuse]
- N2O - Solida Del Sol [Pro-Fuse]
- N2O - K.O.

Jako 3rd Moon (z Kamilem Bigajem):
- 3rd Moon - DNA / RNA [Pro-Fuse]
- 3rd Moon - Diving In The Sky / Moon Breeze [Pro-Fuse]
- 3rd Moon - Meltdown / Burned Out [Pro-Fuse]
- 3rd Moon - Monsun [ASOT]

Jako Redmoon:
- Redmoon - Cumulus [Hymn Sensation White 2006]
- Redmoon - Slide [Anjunabeats]
- Redmoon - Carbon [bd.]

Jako Husaria (z Adamem Kancerskim):
- Husaria - Poznań [Infrasonic]
- Husaria - Day Break [Infrasonic]